# Schemerschakelaar

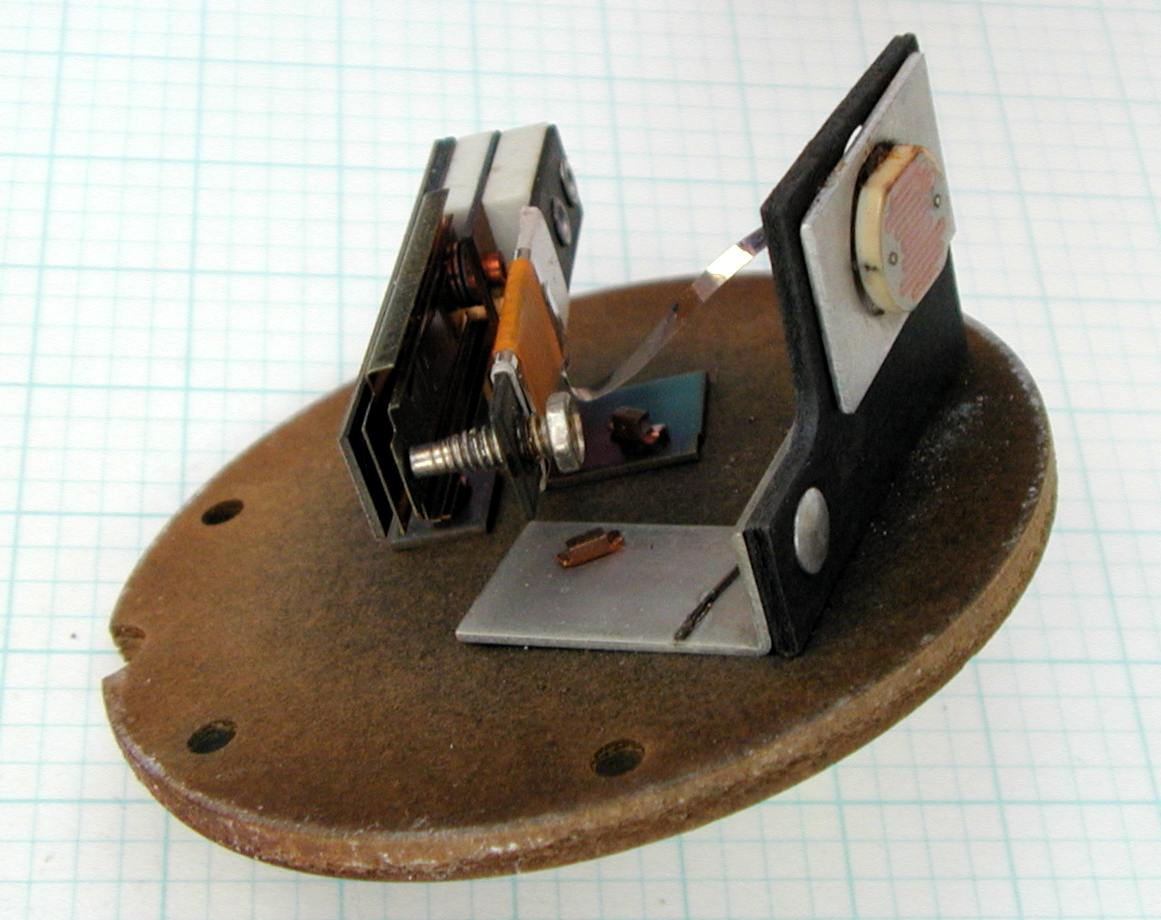
Binnenwerk elektromechanische schemerschakelaar

Een schemerschakelaar is een apparaat waarbij een lichtgevoelig component, afhankelijk van de gedetecteerde lichtsterkte, de uitgang ervan activeert of deactiveert.
Een schemerschakelaar wordt meestal toegepast om verlichting bij schemering automatisch in- of uit te schakelen. Het meten van de verlichtingssterkte gebeurt door een interne- of externe sensor. De uitgang  van de schemerschakelaar is ingeschakeld als de gemeten lichtsterkte onder een bepaalde grenswaarde ligt, en uitgeschakeld als deze hoger is dan de grenswaarde. Het moment van schakelen kan meestal door de gebruiker worden ingesteld. Ook kan de schemerschakelaar voorzien zijn van een tijdvertragingselement; dit om onnodig schakelen te voorkomen bij kortstondig stoorlicht, zoals bliksem of koplampen.
Vroegere schemerschakelaars werkten elektromechanisch. Ze bestaan uit een lichtgevoelige weerstand (LDR) en een bimetaalschakelaar. Bij duisternis wordt de weerstandswaarde van de LDR groter, ten gevolge hiervan koelt de bimetaalschakelaar af en schakelt daarbij de stroomkring in. De hedendaagse schemerschakelaar bestaat bijna altijd uit elektronische componenten; voor de sensor wordt veelal een fototransistor of fotodiode gebruikt. De uitgang van de schemerschakelaar bestaat uit een thyristor of een relais.